# تاکینگ دد (مردگان متحرک)
تاکینگ دد (به انگلیسی: Talking Dead) یک برنامه زنده تلویزیونی از شبکه ای‌ام‌سی است که در آن کریس هاردویک، مجری برنامه در مورد قسمت‌هایی از سریال‌های تلویزیونی مردگان متحرک، از مردگان متحرک بترسید و مردگان متحرک: جهانی فراتر با مهمانانی از جمله طرفداران مشهور، اعضای بازیگران و خدمه سریال گفت‌وگو می‌کند.

## قسمت‌ها
ای‌ام‌سی فصل اول تاکینگ دد را با عنوان فصل ۲ و هر فصل بعدی را یک عدد بالاتر از آنچه در جدول زیر ذکر شده‌است، حساب می‌کند. این به این دلیل است که شماره‌های فصل برای قسمت‌های تاکینگ دد با شماره فصل‌های قسمت‌‌های مردگان متحرک که آنها در مورد آن صحبت می‌کنند، مطابقت داشته باشد.
| فصل | قسمت | اولین نمایش   | آخرين نمایش     |
| --- | ---- | ------------- | --------------- |
| ۱   | ۱۳   | ۱۶ اکتبر ۲۰۱۱ | ۱۸ مارس ۲۰۱۲    |
| ۲   | ۱۶   | ۱۴ اکتبر ۲۰۱۲ | ۳۱ مارس ۲۰۱۳    |
| ۳   | ۱۶   | ۱۳ اکتبر ۲۰۱۳ | ۳۰ مارس ۲۰۱۴    |
| ۴   | ۱۶   | ۱۲ اکتبر ۲۰۱۴ | ۲۹ مارس ۲۰۱۵    |
| ۵   | ۳۰   | ۱۱ اکتبر ۲۰۱۵ | ۲ اکتبر ۲۰۱۶    |
| ۶   | ۲۸   | ۲۳ اکتبر ۲۰۱۶ | ۱۵ اکتبر ۲۰۱۷   |
| ۷   | ۳۱   | ۲۲ اکتبر ۲۰۱۷ | ۳۰ سپتامبر ۲۰۱۸ |
| ۸   | ۲۰   | ۷ اکتبر ۲۰۱۸  | ۲۹ سپتامبر ۲۰۱۹ |
| ۹   | ۳۰   | ۶ اکتبر ۲۰۱۹  | ۱۳ ژوئن ۲۰۲۱    |
| ۱۰  | ۲۹   | ۲۲ اوت ۲۰۲۱   | ۲۰ نوامبر ۲۰۲۲  |